# تان لیو
تان لیو (به لاتین: Tân Liễu) یک منطقهٔ مسکونی در ویتنام است که در استان باک گیانگ واقع شده‌است.